# 128 a.C.
Il 128 a.C. (CXXVIII a.C. in numeri romani) è un anno  del II secolo a.C.

## Eventi
- Tito Annio Lusco Rufo, Gneo Ottavio diventano consoli della Repubblica romana.

## Morti
- Fraate II, sovrano (n. 171 a.C.)